# Tóth Jenő (labdarúgó)
Tóth Jenő (1901. december 17. – 1959) válogatott labdarúgó, fedezet.

## Pályafutása

### Klubcsapatban
A Bástya FC labdarúgója volt. Megbízható, lelkiismeretes, jól fejelő játékos volt, aki főleg a védekezésben jeleskedett. A pontos adogatásban elmaradt az átlagtól.

### A válogatottban
1926-ban egy alkalommal szerepelt a magyar labdarúgó-válogatottban.

## Statisztika

### Mérkőzése a válogatottban
| Magyarország | Magyarország       | Magyarország | Magyarország  | Magyarország | Magyarország | Magyarország | Magyarország | Magyarország |
| #            | Dátum              | Helyszín     | Hazai         | Eredmény     | Vendég       | Kiírás       | Gólok        | Esemény      |
| ------------ | ------------------ | ------------ | ------------- | ------------ | ------------ | ------------ | ------------ | ------------ |
| 1.           | 1926. december 19. | Vigo         | Spanyolország | 4 – 2        | Magyarország | barátságos   | -            | 87'          |
|              | Összesen           |              |               | 1            | mérkőzés     |              | 0            | gól          |